# Stipa capensis
Stipa capensis Thunb. es una especie herbácea perteneciente a la familia de las poáceas.

## Distribución geográfica
Tiene una distribución cosmopolita. En España se encuentra en Alicante, Barcelona, Castellón, Gerona, Islas Baleares, Islas Canarias, Tarragona, Valencia, Toledo y Murcia.

## Descripción
Todas las Stipa se reconocen por tener unas aristas muy largas, en el caso de Stipa capensis las aristas tienen entre 5 y 10 cm, y cuando son maduras se enrollan entre ellas quedando completamente enmarañadas (esta especie también se la ha llamado Stipa retorta ). Es una gramínea que forma prados relativamente densos, pero nunca levanta mucho del suelo; siempre se encuentra en zonas bastante secas y abiertas.

## Taxonomía
Stipa capensis fue descrita por Carl Peter Thunberg y publicado en Prodromus Plantarum Capensium,. .. 19. 1794.
Etimología
Stipa: nombre genérico que deriva del griego stupe (estopa, estopa) o stuppeion (fibra), aludiendo a las aristas plumosas de las especies euroasiáticas, o (más probablemente) a la fibra obtenida de pastos de esparto.
capensis: epíteto geográfico que alude a su localización en la Provincia del Cabo
Sinonimia
- Stipa retorta Cav.
- Stipa tortilis Desf.[3]
- Stipa humilis Brot.
- Stipa liwinowii Roshev.
- Stipa seminuda Vahl ex Hornem.
- Stipa tenacissima Ucria[4][5]

## Nombre común
- Castellano: hopillo, mechón de vieja, pelote, pelufo, triguera de amores.[3]